# 四郷信号場
四郷信号場(しごうしんごうじょう)はかつて三重県伊勢市朝熊町にあった近畿日本鉄道鳥羽線の信号場。
同線の朝熊駅 - 池の浦駅間にあり、1970年3月1日の開通時に単線であった同区間において列車の行違いを行うため設けられていた。
1975年12月20日の朝熊駅 - 鳥羽駅間複線化に伴い廃止された。